# 独立合作伙伴行动计划

北约于欧洲的地图
北約成員國
已簽署加入協議書
成員國行動計劃
加強對話夥伴
独立合作伙伴行动计划
和平夥伴關係計劃

截至2024年3月歐洲各國擁有成員身份的地圖：
僅擁有歐盟成員身份
僅擁有北約成員身份
同時擁有歐盟與北約成員身份

| 北約成員國 已簽署加入協議書 成員國行動計劃 | 加強對話夥伴 独立合作伙伴行动计划 和平夥伴關係計劃 |

独立合作伙伴行动计划（英語：Individual Partnership Action Plan，缩写：IPAP）是北约和不同国家之间制定的计划，概述了双方对话与合作的目标和通信框架。北约在2002年布拉格峰会上发起了獨立合作夥伴行動計劃倡议。

## 成员国
成员国如下：
- 乌克兰（2002年11月23日）
- （2004年10月29日）
- （2005年5月27日）
- 亞美尼亞（2005年12月16日）
- （2006年1月31日）
- 摩尔多瓦（2006年5月19日）
- （2008年9月10日）
- 塞爾維亞（2015年1月15日）[2]

亚美尼亚、阿塞拜疆、哈萨克斯坦、摩尔多瓦和塞尔维亚表示，他们目前没有加入北约的打算，但是这些国家确实参加了北约的和平伙伴计划。烏克蘭和格鲁吉亚目前正在為加入北約而進行加强对话夥伴，而波斯尼亚与黑塞哥维那則簽署了成員國行動計劃，并正在积极努力加入北约。
烏克蘭与北约的关系由2002年11月22日通过的北约-乌克兰行动计划决定。2005年4月，乌克兰加强了与北约的对话，在2008年布加勒斯特峰会上，北约宣布，乌克兰可以在希望加入并符合加入条件的时候加入北约。然而在2010年，乌克兰宣布根据新总统亚努科维奇的外交政策，加入北约不再是乌克兰的目标。其後，由於亞努科維奇要處理與俄羅斯之間的交易而拒絕與歐盟簽署結盟協議，而令其政府於烏克蘭親歐盟示威運動被推翻。在舊政府被推翻後，烏克蘭時任總理阿爾謝尼·亞采尼克宣布打算在2014年8月恢復加入北約的計劃，以回應俄羅斯對烏克蘭東部的介入以及其在烏克蘭領土部署俄羅斯部隊的問題。2014年12月，烏克蘭議會通過議案，決定放棄於2010年所通過的不結盟協定。